# Schlern

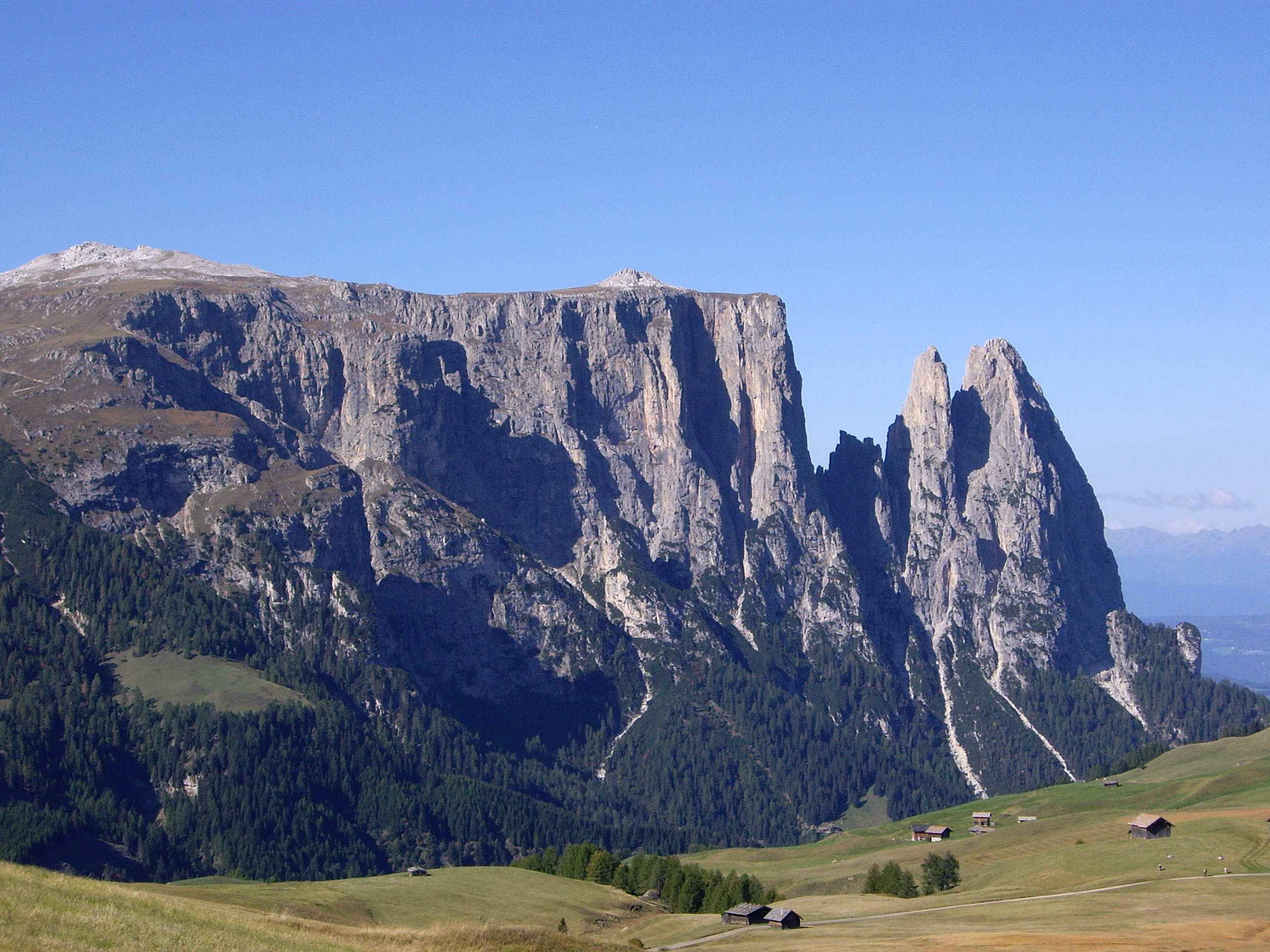
Schlern mit Petz (links) und Burgstall (Mitte) sowie Santner- und Euringerspitze von der Seiser Alm aus gesehen

Der Schlern (italienisch Sciliar, ladinisch Sciliër) ist ein 2563 m s.l.m. hoher Berg in den Südtiroler Dolomiten in Italien. Trotz seiner verhältnismäßig geringen Höhe gilt der stockartige Westpfeiler der Dolomiten aufgrund seiner charakteristischen Form als Wahrzeichen Südtirols.
Der Berg ist der Namensgeber der umliegenden Gebirgsgruppe, der Schlerngruppe. Der Schlern trägt selbst eine Hochfläche, deren frühe weidewirtschaftliche Nutzung durch urgeschichtliche Funde bezeugt ist, und überragt die Seiser Alm, die größte Hochweide Europas, sowie die Mittelgebirgsterrassen des Schlerngebiets um Kastelruth und Völs. 1974 wurde der Schlern mit einigen angrenzenden Flächen in einem Naturpark unter Schutz gestellt, der seit 2003 zum Naturpark Schlern-Rosengarten erweitert ist.
In der Südtiroler Sagenwelt gilt er als Hexentanzplatz und als Heimat der Schlernhexen. Die seit 1920 publizierte landeskundliche Zeitschrift Der Schlern ist nach dem Berg benannt und verwendet dessen grafische Silhouette als Emblem.

## Topographie

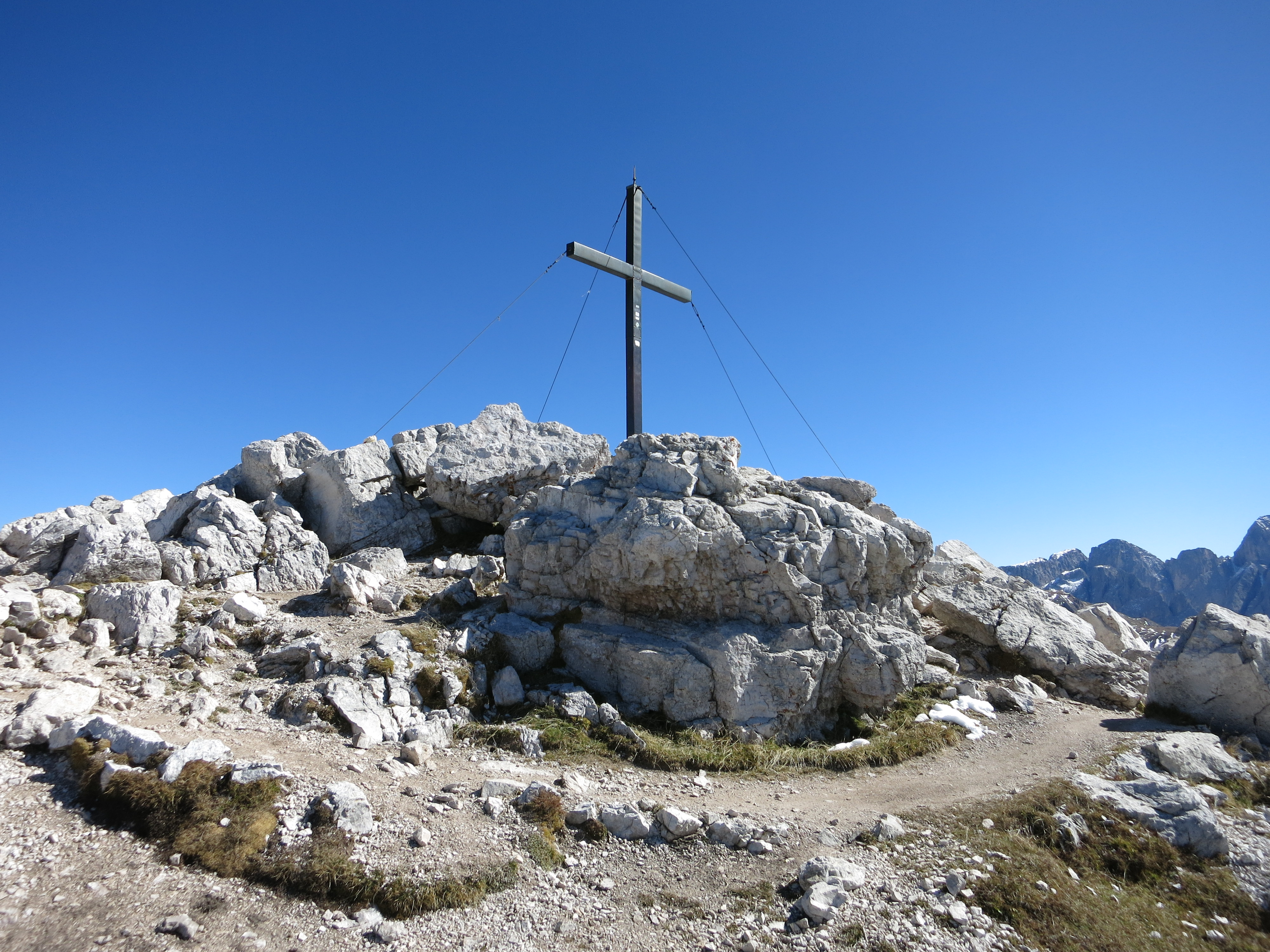
Gipfelkreuz auf dem Petz

Der Burgstall (2515 m) bildet den Nordrand des Berges, seine höchste Erhebung ist der Petz (2563 m), der den Gabels Mull (2390 m) und den Jungschlern (2280 m) überragt. Hinter dem Petz erhebt sich mit dem Mahlknechtstein (2550 m) eine markante Kleinformation. Vorgelagert befinden sich die beiden Türme der Santnerspitze (2413 m) und der Euringerspitze (2394 m). Diese auch einfach Santner und Euringer genannten Gipfel waren früher als Schlernzacken, Paarlspitzen oder Badlspitzen bekannt. Der Santner führte zudem noch den Namen Tuiflspitz, ladinisch Piza dl Malang.

## Schutzhütten
Auf dem Schlern eröffnete die Sektion Bozen des Deutschen und Österreichischen Alpenvereins am 22. August 1885 ein Schutzhaus, das 1903 mit dem danebenstehenden Gasthaus zu den Schlernhäusern vereinigt wurde. Es ist heute im Besitz der Sektion Bozen des Club Alpino Italiano, nachdem es Anfang Oktober 1923 von den italienischen staatlichen Behörden enteignet worden war. 1961 errichtete die Sektion Bozen des Alpenvereins Südtirol die Schlernbödelehütte.

## Etymologie
Der im 16. Jahrhundert als Schlernkhofl bzw. auf dem Schalern bezeugte Bergname ist sicher vordeutschen und vorrömischen Ursprungs.
Eine Deutung führt ihn auf das Etym *sala mit der Bedeutung „Bach, Graben, Kanal“ zurück. Bei der mittelalterlichen Eindeutschung des Namens wurde die Grundform mit dem Suffix -en verbunden, dessen e im Bairischen schon früh ausfiel, so dass die Lautung Salérn entstand (Oswald von Wolkenstein schreibt noch Saleren). Wegen Bewahrung der vordeutschen Betonung schrumpfte die erste Silbe schließlich zu Sl-, was durch Palatalisierung zur Lautung Schl- führte. Ursprünglich galt der Name wohl für den Schlerngraben und den Schlernbach; nach ihnen dürfte der Gebirgsstock zunächst Schlernkofel (siehe die Schreibung aus dem 16. Jahrhundert), dann Schlern genannt worden sein.
Eine andere Theorie postuliert einen Zusammenhang mit der indogermanischen Wurzel *skel mit der Bedeutung „schneiden“. Der Name Schlern nimmt demnach auf die charakteristischen, senkrecht abgeschnitten erscheinenden Felswände des Bergmassivs Bezug.

## Geologie

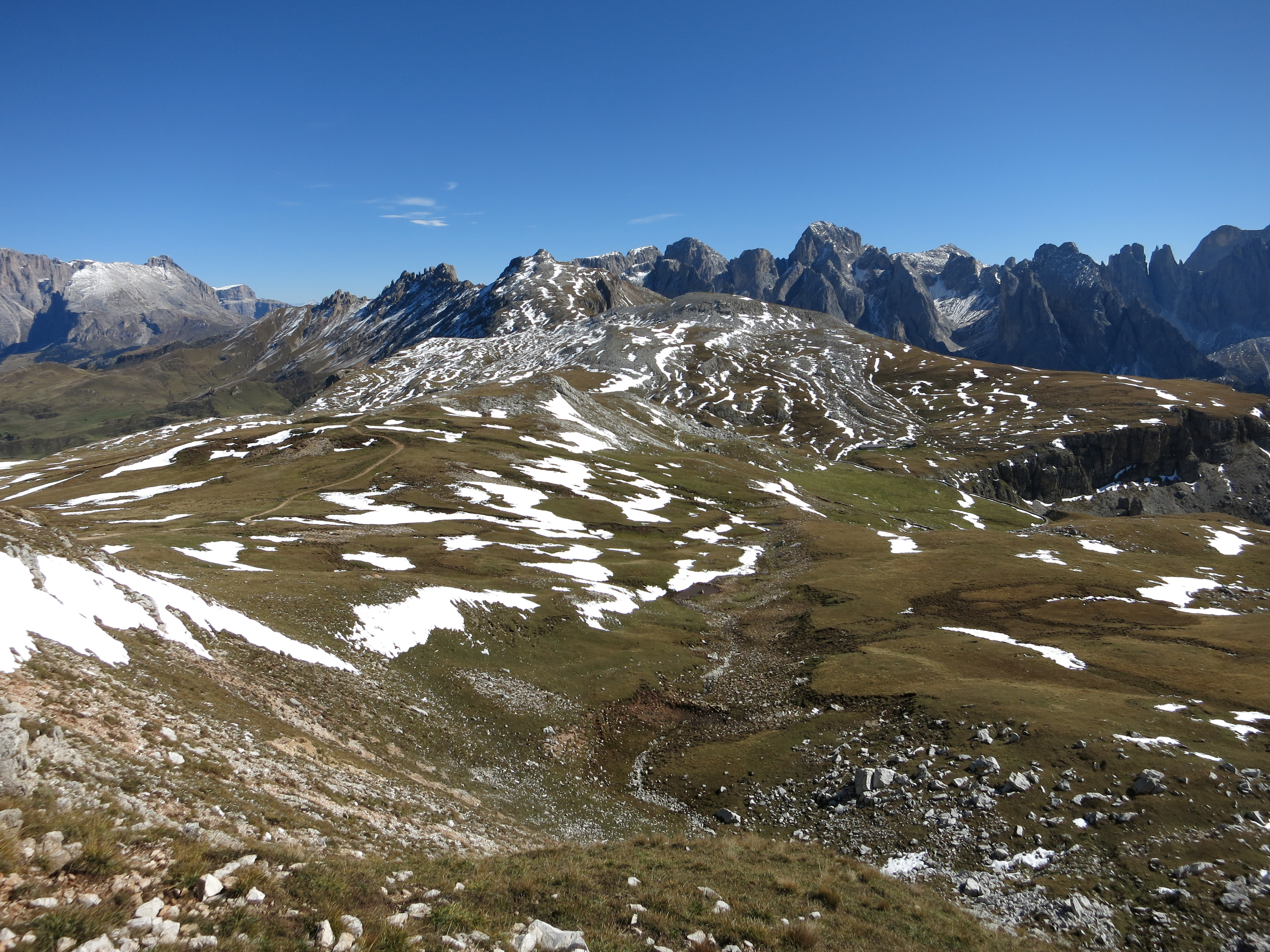
Auf der Hochfläche des Schlern

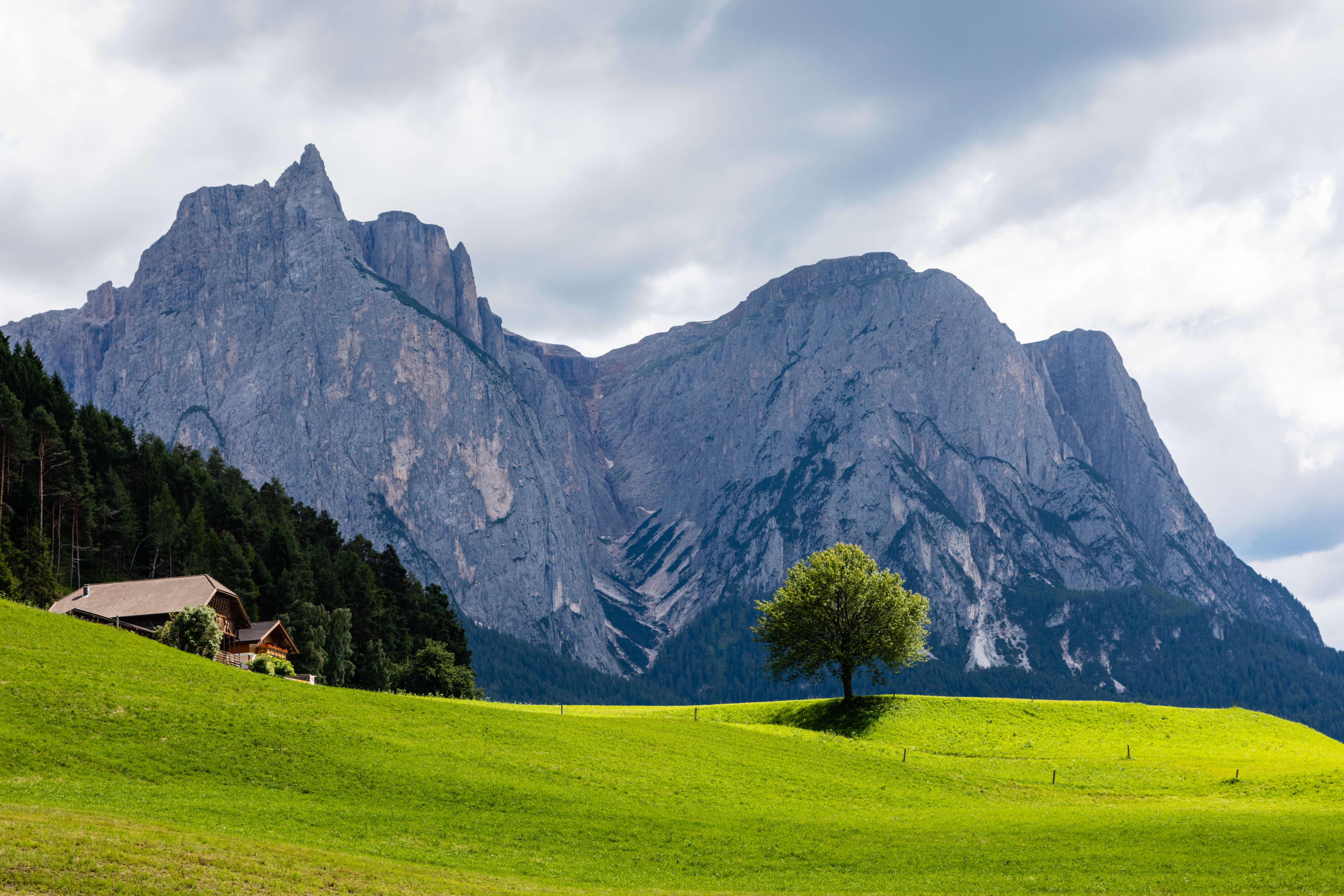
Der Schlern, von Kastelruth aus gesehen

Das Schlern-Massiv besteht vorwiegend aus Sedimentgesteinen der Mittleren Trias. Die gebankten Dolomite der Rosengarten-Formation und Rosszähne-Formation entstanden zu einem großen Teil an etwa 30 Grad steilen Abhängen einer Karbonatplattform, im zentralen Plattformbereich auch als flachliegende Sedimente. Zwischen der Rosengarten-Formation und der Rosszähne-Formation finden sich Vulkanite, die im Ladinium entstanden sind. Überlagert werden diese Formationen von der Schlernplateau-Formation, die unter anderen von Dolomit- und Kalkbänken gebildet wird. Die höchsten Teile des Schlernplateaus werden von Gesteinen des Hauptdolomits der Oberen Trias aufgebaut.

## Erstbesteigungen
- 1880 Santnerspitze (Ostseite, Schwierigkeitsgrad III.) – Johann Santner allein
- 1884 Euringerspitze (Südwand, III.) – Gustav Euringer und G. Battista Bernhard
- 1908 Jungschlern (Nordkante, III.) – Paul Mayr und Ernst Hofer
- 1912 Burgstall (Ostwanddurchquerung, III.) – Max Reinstaller, Heindl Tomasi
- 1912 Mull (Nordostflanke, II.) – Paul Mayr, Hermann Kofler, Hans Kiene und Pius Wachtler
- 1929 Schlernkind (IV.) – Fidel Bernard, Hans Leitgeb, Georg Harm, Edi Hermann und Luis Gasser